# Lauren Baylon
Lauren Baylon (ur. 14 sierpnia 1977 w Limie) – peruwiańska siatkarka, występująca na pozycji przyjmującej. Obecnie występuje w drużynie CV Ciutadella Menorca.